# C. Hayden Coffin

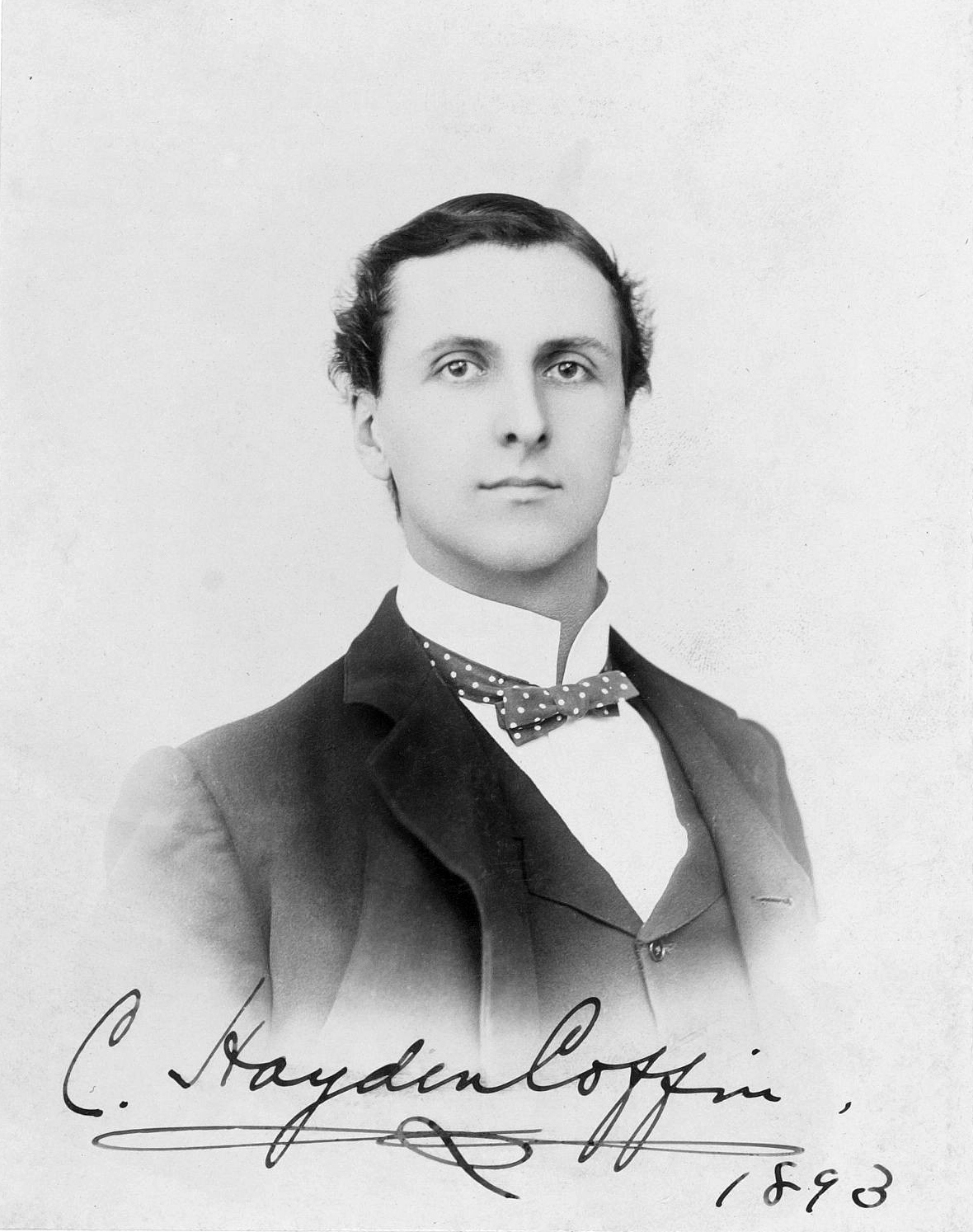
C. Hayden Coffin, 1893

Charles Hayden Coffin (* 22. April 1862 in Manchester; † 8. Dezember 1935 in London) war ein britischer Schauspieler und Sänger. Bekannt war er für seine Auftritte in Musikkomödien.

## Leben

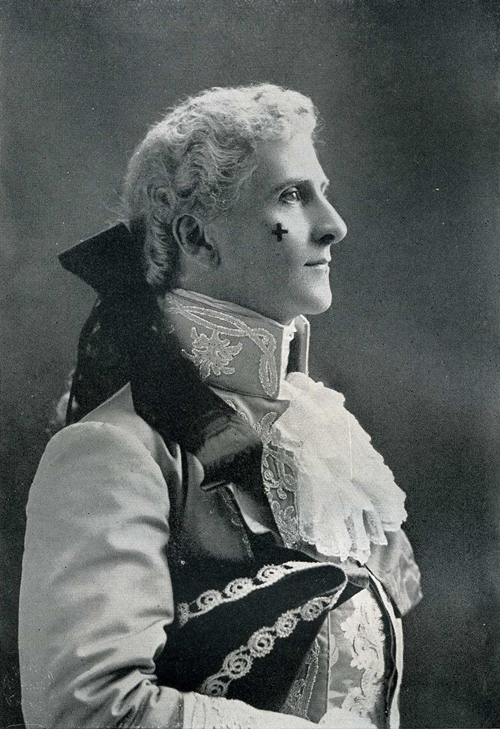
C. Hayden Coffin als Harry Sherwood in Dorothy, um 1889

Charles Hayden Coffin war Sohn des US-amerikanischen Zahnarztes Charles Reuel Coffin (1822–1890) und dessen Ehefrau Sarah Powell Coffin, geborene Munsey (1831–1913). Einige Jahre nach seiner Geburt zog er mit seinen Eltern vorübergehend in die Vereinigten Staaten, doch nach zwei Jahren kehrte die Familie wieder nach England zurück und ließ sich in London nieder. Nach dem Besuch des University College London, wo er in seinem letzten Schuljahr Schulsprecher gewesen war, ließ er sich zum Sänger ausbilden, obwohl er bereits das Zulassungsexamen für ein Medizinstudium am Royal College of Surgeons of England bestanden hatte. Seine Gesangslehrerin wurde Edith Abell, ein Mitglied der Royal Choral Society. 1883 debütierte er in der St. George’s Hall London und spielte Tom Gilroy in dem Stück Partners for Life and Vivid in Monsieur Jacques. Berühmt wurde er ab 1886 als Harry Sherwood in dem Stück Dorothy, damals eines der am längsten gespielten Musical-Aufführungen der Musikgeschichte, in denen er mit seiner starken Baritonstimme das populäre Lied Queen of My Heart zu Gehör brachte. Während er 1892/1893 für eine Saison in New York City verpflichtet war, heiratete er am 19. November 1892 in Cincinnati, Ohio, die deutschstämmige Sängerin Adeline Randegger, Tochter des Landschaftsmalers Friedrich August de Leuw und geschiedene Ehefrau des Musikdirektors Alberto Randegger. Im Jahr 1893 engagierte ihn der britische Theaterunternehmer George Edwardes (1855–1915). In dessen Häusern spielte er in einer Reihe von außerordentlich erfolgreichen Musikkomödien. Ab 1916 trat er auch in Filmrollen auf. Bei der Gramophone Company ließ er einige Lieder aus Young England aufnehmen.
Eine längere Affäre hatte er mit der halbprofessionellen Schauspielerin Maud „Mamie“ Ella Cohn Christie (1877–1966), Schwester des britischen Unternehmers und Rennstallbesitzers Jefferson Davis Cohn. In dieser Zeit wurden zwei Kinder geboren, Crystal (* 1914) und Errol Hayden Christie (* 1918). Coffin starb 73-jährig in Kensington, London. Auf einem Grab des Friedhofs von St. John the Baptist in Woking, Surrey, wurde er neben seiner Mutter und der Asche seines Vaters am 11. Dezember 1935 beigesetzt.

## Auftritte (Auswahl)
- Partners for Life (1883)
- Monsieur Jacques (1883)
- Pocahontas (1885)
- Lady of the Locket (1885)
- Lily of Leoville (1886)
- Dorothy (1886)
- Doris (1889)
- The Red Hussar (1889)
- La Cigale (1890)
- Captain Therese (1890)
- A Gaiety Girl (1893)
- An Artist’s Model (1895)
- The Geisha (1896)
- A Greek Slave (1898)
- San Toy (1899)
- A Country Girl (1903)
- The Cingalee (1904)
- Veronique (1904)

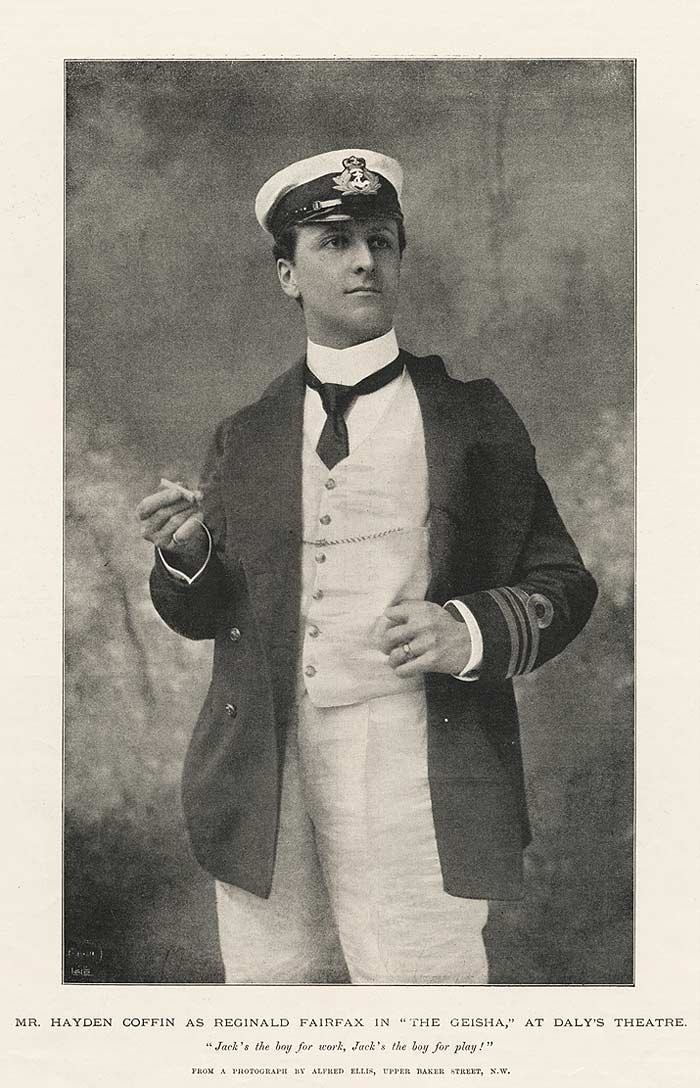
C. Hayden Coffin als Reginald Fairfax in The Geisha, 1896

- The Girl Behind the Counter (1906)
- Tom Jones (1907)
- Two Merry Monarchs (1910)
- The Quaker Girl (1910)
- Twelfth Night (1912)
- Young England (1916)
- It’s Always the Woman (1916)
- As You Were (1918)
- The School for Scandal (1929)